# Where Did Our Love Go (singolo)
Where Did Our Love Go è un singolo del gruppo musicale statunitense The Supremes, pubblicato nel 1964 dalla Motown.

## Descrizione
Where Did Our Love Go è stata composta e prodotta dal trio di compositori più importanti dell'etichetta discografica, Holland-Dozier-Holland, fu il primo singolo della band ad essere arrivato al numero uno della "Billboard Hot 100 pop singles chart" negli Stati Uniti, dove rimase per due settimane consecutive, dal 16 al 29 agosto 1964 e della "Cash Box R&B singles chart". Fu anche la prima di una serie di cinque hit delle Supremes che si susseguirono una dietro l'altra (rispettivamente Baby Love, Come See About Me, Stop! In the Name of Love e Back in My Arms Again).
Si trova alla posizione 475 della lista delle 500 migliori canzoni della storia redatta dalla rivista inglese Rolling Stone

### Storia
Secondo Brian Holland, Where Did Our Love Go fu scritta con le Supremes in mente. Anche se il membro del gruppo Mary Wilson dirà più tardi che la canzone era stata inizialmente composta per le The Marvelettes, Holland e queste ultime negarono fin dall'inizio questa affermazione. Katherine Anderson-Schnaffer infatti, una delle cantanti delle Marvelettes, successivamente disse che il brano non era abbastanza all'altezza per il repertorio del suo gruppo essendo troppo lento e malinconico. Quando finalmente le Supremes acconsentirono per eseguire la composizione, i membri della formazione, ascoltando le prime prove di registrazione, non erano soddisfatte, poiché, come poi confermò Florence Ballard, volevano che la voce principale fosse uguale a quella delle Marvelettes in Please Mr. Postman. Seppure quindi ritenevano che Where Did Our Love Go non sarebbe diventato per niente un successo ma non avendo comunque la possibilità di cambiarlo a causa di vincoli contrattuali, decisero di entrare in studio a registrarlo.
Inizialmente, i produttori sostennero che a prestare la prima voce fosse proprio Mary Wilson, ma dopo che Berry Gordy aveva preso il ruolo principale di cantante al posto di Diana Ross, optarono di far rivestire il ruolo di canto solista a quest'ultima. Questa cantò nel suo registro originale (che era abbastanza alto) dopo che il gruppo entrò nello studio di registrazione per incidere il pezzo l'8 aprile del '64. Ciò però fece innervosire Holland che voleva invece che ella cantasse in un tono inferiore. Come risultato, Diana iniziò a intonare la lirica della canzone in chiave minore in modo molto difficoltoso. La sua voce infatti appare molto soffusa e stentata. Questa operazione di "smorzamento vocale" non risparmiò neanche le altre Supremes che, mentre sulle incisioni precedenti cantavano in modo energetico e presente, qui dovettero limitarsi a ripetere "Where did our love go?" e "baby,baby". Lamont Dozier dovette quindi ri-arrangiare completamente i cori.
Fortunatamente, queste fatiche vennero premiate: ascoltando il risultato finale, sia la band femminile che i compositori ne rimasero enormemente soddisfatti ed eccitati.

### Pubblicazione e reazioni della critica
Where Did Our Love Go fu pubblicata come singolo (accompagnata nel lato b da He Means the World to Me) il 17 giugno del 1964 ed entrò immediatamente nella Hot 100 (posto 77). Sei settimane dopo, periodo in cui le Supremes erano in tour con Dick Clark nella "American Bandstand Caravan of Stars", la canzone schizzò fino al primo posto restandoci per due settimane. Le ragazze iniziarono il tour che erano nella parte inferiore del grafico; con la sua conclusione, ne avevano toccato la cima. Eseguirono la canzone il 26 gennaio del 1960 nel varietà della NBC, "Hullabaloo!".
Questa enorme notorietà porto le Supremes a registrare un album, il loro secondo, chiamato proprio Where Did Our Love Go in cui inserirono la title track. Inoltre, per diffondere il brano nell'ambiente musicale tedesco, esse ne registrarono una versione completamente in tedesco.

### Contesto culturale
La canzone sembrava aver trovato un accordo negli Stati Uniti e con il passare del tempo divenne il simbolo di un gruppo e di un'epoca: riguardo al primo perché grazie proprio ad essa e alle altre quattro hit che la seguirono, le Supremes vennero considerate come l'unico gruppo di musica popolare ad aver raggiunto un tale successo nei grafici di vendita negli anni '60; per il secondo invece perché il brano, pubblicato appena dopo l'uscita del Civil Rights Act (1964), cattura perfettamente lo spirito di un'America scossa dall'assassinio del Presidente John F. Kennedy, dalle tensioni razziali e dall'aumento del coinvolgimento degli Stati Uniti nella guerra in Vietnam.

## Formazione
- Diana Ross: voce
- Florence Ballard: coro
- Mary Wilson: coro
- The Funk Brothers: tutti gli strumenti
- Mike Valvano: battiti di piedi

## Classifiche
| Classifica                      | Posizione |
| ------------------------------- | --------- |
| U.S.A. Billboard Hot 100        | 1         |
| U.S. Cash Box R&B Singles Chart | 1         |
| U.S. Cash Box Pop Singles Chart | 1         |
| Canada RPM Top 40               | 1         |
| Official Singles Chart          | 3         |
| MegaCharts                      | 4         |
| VG-lista                        | 6         |

### Classifica di fine anno
| Classifica (1964)            | Posizione |
| ---------------------------- | --------- |
| U.S. Cash Box Year-end Chart | 15        |

## Cover
- Nel 1968, la canzone fu rifatta dai The Clarendonians, un gruppo ska proveniente dalla Giamaica attivo negli anni sessanta, che la re-intitolarono Baby Baby.
- Nel 1971, il brano venne registrato da Donnie Elbert.
- Nel 1976, The J. Geils Band re-interpretarono il pezzo dal vivo, che venne pubblicato nell'album Blow Your Face Out (che arrivò al numero 68 nella classifica statunitense).
- Nel 1978, una cover della canzone fu fatta da Ringo Starr
- Nel 1981, i Soft Cell combinarono la loro cover del brano con quella di Tainted Love (una composizione di Ed Cobb per Gloria Jones).
- Nel 1984, il pezzo fu rifatto per il cartone animato Kidd Video dalla band eponima.
- Nel 1986, Bobbysocks! il duo norvegese swing pop pubblicò una cover della canzone in Waiting for the Morning.
- Nel 1993, Sinitta pubblicò The Supreme EP (numero 49 nella classifica inglese) che contiene due hit della Supremes e un singolo del 1970 di Remember Me. It charted at #49 in the UK.
- Nel 1998, le Spice Girls cantarono una versione dal vivo del brano durante lo Spiceworld Tour.
- L'intro del pezzo fu campionato da Ace of Base per la sua canzone Always Have Always Will.
- L'artista electropop Gluebound registrò una cover della canzone per il suo Essential Interpretations: Today's Great Artists Perform Yesterday's Classics.
- Nel 2005, le Pussycat Dolls, simili ai Soft Cell, rifecero una cover combinata di Tainted Love/Where Did Our Love Go che pubblicarono sul loro album di debutto PCD.
- Nel 2006, il cantante inglese Declan Galbraith registrò una sua versione del pezzo per il suo secondo disco Thank You.
- Nel 2006, la canzone fu pesantemente campionata dal collettivo grime Mademan (composto da Vigar, Diddy, JR & L.Man) per il suo singolo Here We Go.
- Non è proprio una cover, ma la melodia e la progressione di accordi della hit del 1965 I Can't Help Myself (Sugar Pie Honey Bunch) dei Four Tops è esattamente identica a quella del brano.
- Nel 2011, la cantante di Julia Nunes fece un remix del pezzo insieme a Baby di Justin Bieber. Questo stesso arrangiamento fu poi usato da Little Mix e da Rachel Crow rispettivamente nell'ottava e nella prima settimana della prima stagione di The X Factor.